# 신동미
신동미(1977년 9월 13일 ~ )는 대한민국의 배우다.

## 학력
- 인천부평초등학교 (졸업)
- 숙명여자중학교 (졸업)
- 계원예술고등학교 (졸업)
- 단국대학교(졸업)

## 이력
1998년 연극 배우로 첫 데뷔를 하였다. 이듬해 1999년에는 뮤지컬 배우로서 활동을 시작했고, 이후 2001년 MBC 문화방송 공채 탤런트(30기)로 정식 데뷔하였다. 2004년 같은 방송사의 드라마 〈12월의 열대야〉가 종영된 후부터는  한동안 유하진이란 예명으로 활동하기도 했었다. 또한 그녀는 독립, 상업 영화는 물론 드라마까지 감독들이 믿고 쓰는 전천후 배우로 활동 중이다.
주연작 영화 《'로맨스 조'》 《'꿈보다 해몽'》은 로테르담국제영화제에 진출하기도 했으며 전주 국제영화제 한국 단편영화 부문 심사 위원으로 참여하기도 했다.

## 결혼
동료 배우 허규와 뮤지컬에 함께 출연하면서 친구로 지내다 연인으로 발전하여 2014년 12월 결혼했다. 신동미의 배우자 허규는 〈사랑과 우정 사이〉라는 곡으로 잘 알려진 음악그룹 피노키오 3집 보컬로 데뷔했으며, 뮤지컬 배우로 활동중이다.

## 연기 활동

### 드라마
- 2001년 MBC 월화드라마 《상도》
- 2002년 MBC 수목드라마 《그 햇살이 나에게》
- 2002년 MBC 아침드라마 《내 이름은 공주》
- 2002년 MBC 단막극 《베스트극장 - 이화열전》
- 2002년 MBC 일요아침드라마 《사랑을 예약하세요》
- 2002년 MBC 수목드라마 《선물》
- 2002년 MBC 단막극 《베스트극장 - 피리부는 사나이》
- 2002년 MBC 단막극 《베스트극장 - 얼음마녀 장례식에 와주세요》
- 2002년 MBC 주말연속극 《그대를 알고부터》
- 2002년 MBC 아침드라마 《황금마차》
- 2002년 MBC 월화드라마 《고백》
- 2002년 MBC 월화드라마 《내 사랑 팥쥐》 ... 노지영 역
- 2002년 MBC 단막극 《베스트극장 - 악의 꽃》
- 2002년 MBC 단막극 《베스트극장 - 꿈은★이루어진다》
- 2002년 MBC 주말연속극 《맹가네 전성시대》
- 2002년 MBC 특집드라마 《너희가 나라를 아느냐》
- 2003년 MBC 수목드라마 《위풍당당 그녀》 ... 은희의 담임선생님(인문고) 역
- 2003년 MBC 단막극 《베스트극장 - 비행접시》
- 2003년 MBC 단막극 《베스트극장 - 新데렐라》 ... 후배 간호사 역
- 2003년 MBC 일요아침드라마 《1%의 어떤 것》
- 2003년 MBC 수목드라마 《앞집 여자》
- 2003년 MBC 특집드라마 《2003 신 견우직녀》
- 2004년 MBC 수목드라마 《사랑한다 말해줘》 ... 간호사 역
- 2004년 MBC 단막극 《베스트극장 - 유혹》 ... 유란 역
- 2004년 MBC 수목드라마 《12월의 열대야》 ... 김수미 역
- 2004년 MBC 특집드라마 《연화도》
- 2004년 MBC 특집드라마 《파란하늘 빨간우체통》
- 2005년 MBC 주말 특별기획 《제5공화국》 ... 심수봉 역
- 2005년 MBC 수목드라마 《영재의 전성시대》
- 2005년 MBC 단막극 《베스트극장 - 나는 지금 모바니아로 간다》 ... 혜리 역
- 2006년 KBS2 단막극 《KBS 드라마시티 - 첫사랑》 ... 강소정 역
- 2007년 MBC 일일연속극 《나쁜여자 착한여자》 ... 장지선 역
- 2007년 KBS2 주말연속극 《행복한 여자》 ... 허종미 역
- 2007년 KBS2 단막극 《KBS 드라마시티 - 변두리 맨몸 멜로》 ... 김장숙 역
- 2007년 KBS2 단막극 《KBS 드라마시티 - 그녀의 별이 반짝일때》 ... 이연희 역
- 2007년 MBC 월화드라마 《뉴하트》 ... 조민아 역
- 2008년 KBS2 아침드라마 《난 네게 반했어》 ... 조민선 역
- 2008년 MBC 아침드라마 《하얀 거짓말》
- 2010년 KBS2 월화드라마 《구미호: 여우누이뎐》 ... 소연모 역
- 2012년 KBS2 단막극 《KBS 드라마 스페셜 연작 시리즈 - 보통의 연애》 ... 경자 언니 역
- 2012년 MBC 월화드라마 《골든타임》 ... 조동미 역
- 2012년 KBS2 단막극 《KBS 드라마 스페셜 - 친구 중에 범인이 있다》 ... 선주 역
- 2013년 KBS2 단막극 《KBS 드라마 스페셜 연작 시리즈 - 그녀들의 완벽한 하루》 ... 유경화 역
- 2013년 SBS 월화드라마 《황금의 제국》 ... 최정윤 역
- 2013년 MBC 단막극 《드라마 페스티벌 - 하늘재 살인사건》 ... 인분 역
- 2014년 JTBC 주말연속극 《12년만의 재회: 달래 된, 장국》 ... 여옥 역
- 2014년 JTBC 월화드라마 《유나의 거리》 ... 홍계숙 역
- 2014년 tvN 일일드라마 《가족의 비밀》 ... 고태란 역
- 2015년 tvN 금토드라마 《구여친클럽》 ... 김수경 역
- 2015년 SBS 주말 특별기획 《이혼변호사는 연애중》 ... 리복녀 역 (특별출연)
- 2015년 MBC 수목드라마 《맨도롱 또똣》 ... 미소갤러리 관장 역
- 2015년 KBS2 월화드라마 《너를 기억해》 ... 하은정 역
- 2015년 MBC 수목드라마 《그녀는 예뻤다》 ... 차주영 역
- 2015년 SBS 일일드라마 《마녀의 성》 ... 공세실 역
- 2016년 tvN 불금불토스페셜 《신데렐라와 네명의 기사》 ... 은하원의 엄마 한정순 역
- 2016년 tvN 금토드라마 《THE K2》 ... 김실장 역
- 2016년 MBC 주말특별기획 《아버님 제가 모실게요》 ... 강희숙 역
- 2017년 MBC 수목드라마 《자체발광 오피스》 ... 조석경 전 남편의 약혼녀 역
- 2017년 MBC 월화드라마 《20세기 소년소녀》 ... 최정은 역
- 2017년 tvN 수목드라마 《부암동 복수자들》 ... 한수지 역
- 2019년 KBS2 수목드라마 《왜그래 풍상씨》 ... 간분실 역
- 2019년 SBS 금토드라마 《의사요한》 ... 채은정 역
- 2020년 tvN 토일드라마 《하이바이, 마마!》 ... 고현정 역
- 2020년 JTBC 월화드라마 《모범형사》 ... 윤상미 역
- 2020년 tvN 월화드라마《청춘기록》... 이민재 역
- 2021년 tvN 단막극《드라마 스테이지 - 박성실 씨의 사차 산업혁명》... 박성실 역
- 2021년 MBN 토일드라마《보쌈 - 운명을 훔치다》... 조 상궁 역
- 2022년 KBS2 주말드라마 《현재는 아름다워》 ... 심해준 역
- 2022년 JTBC 토일드라마 《모범형사 2》 … 윤상미 역 (특별출연)
- 2022년 넷플릭스 드라마 《더 패뷸러스》
- 2023년 MBC 금토드라마 《조선변호사》 ... 홍씨 역
- 2023년 JTBC 토일드라마 《웰컴투 삼달리》 … 조진달 역

### 영화
- 2006년 《내 청춘에게 고함》 ... 지원 역
- 2008년 《어린왕자》 ... 은희수 역
- 2009년 《10억》 ... 안 박사 역
- 2009년 《스탠드 업》 ... 의사 역
- 2010년 《지나버린 시간》
- 2011년 《사랑이 많아》
- 2011년 《꼭 껴안고 눈물 핑》 ... 미선 역
- 2012년 《로맨스 조》 ... 다방 레지 역
- 2012년 《자칼이 온다》 ... 신영 역
- 2012년 《돈 크라이 마미》 ... 안혜수 역
- 2013년 《소설, 영화와 만나다》 ... 영선 역
- 2013년 《THE BODY》
- 2014년 《끝까지 간다》 ... 여동생 역
- 2014년 《산타바바라》 ... 호경 역
- 2015년 《꿈보다 해몽》 ... 최연신 역
- 2015년 《뷰티 인사이드》 ... 실장 역
- 2015년 《아일랜드 - 시간을 훔치는 섬》
- 2016년 《방 안의 코끼리》 ... 여배우 조수민 역
- 2016년 《사냥》 ... 문정숙 역
- 2016년 《고산자, 대동여지도》 ... 여주댁 역
- 2017년 《그리다》 ... 김미선 역
- 2019년 《보희와 녹양》 ... 보희 엄마 역
- 2019년 《영하의 바람》 ... 은숙 역
- 2020년 《사라진 시간》 ... 전지현(미경) 역
- 2020년 《시,나리오》 ... 웹툰 팀장 (목소리) 역
- 2020년 《국제수사》 ... 미연 역
- 2025년 《침범》 … 최현경 역

### 뮤지컬
- 2004년 《테세우스》 ... 아리아드네 역
- 2011년 《파라다이스 티켓》 ... 호순 역

### 연극
- 2009년 《여보 고마워》
- 2024년 《대학살의 신》

## 예능 프로그램
- 2021년 SBS 《런닝맨》 - 게스트 with 차청화, 김재화 (540회 1월31일 방송)

## 기타 활동

### 광고
- 2002년 SK 네이트 드라이브 모르는 길 편 - 여자
- 2010년 삼성카드 Why Not?
- 2016년 가네진
- 2017년 삼성카드 다이렉트 오토
- 2017년 삼성 갤럭시 S8
- 2019년 KB금융그룹 돌봄교실

### 홍보대사
- 2019년 한국폭력학대예방협회 홍보대사

## 수상 및 후보
| 연도 | 시상식                   | 부문                              | 작품                                  | 결과 |
| ---- | ------------------------ | --------------------------------- | ------------------------------------- | ---- |
| 2007 | KBS 연기대상             | 여자 특집ㆍ문학관ㆍ단막극상       | KBS 드라마시티 - 그녀의 별이 반짝일때 | 후보 |
| 2015 | MBC 연기대상             | 미니시리즈부문 베스트 여자 조연상 | 그녀는 예뻤다                         | 후보 |
| 2016 | 제3회 들꽃영화상         | 여우주연상                        | 꿈보다 해몽                           | 후보 |
| 2017 | MBC 연기대상             | 주말극부문 여자 황금연기상        | 아버님 제가 모실게요                  | 수상 |
| 2019 | KBS 연기대상             | 네티즌상 - 여자부문               | 왜그래 풍상씨                         | 후보 |
| 2019 | KBS 연기대상             | 베스트 커플상 (with 유준상)       | 왜그래 풍상씨                         | 수상 |
| 2019 | KBS 연기대상             | 중편드라마부문 여자 조연상        | 왜그래 풍상씨                         | 수상 |
| 2022 | 제8회 에이판 스타 어워즈 | 장편드라마부문 여자 우수연기상    | 현재는 아름다워                       | 후보 |
| 2022 | KBS 연기대상             | 여자 조연상                       | 현재는 아름다워                       | 후보 |
| 2024 | 제60회 백상예술대상      | TV부문 여자 조연상                | 웰컴투 삼달리                         | 후보 |